# Prosper Bulot
Prosper Bulot, né le 4 janvier 1848 à Paris et mort le 21 octobre 1909 à Melun, est un architecte français.

## Biographie
Pierre Jean Prosper Bulot naît le 4 janvier 1848 dans l’ancien 11e arrondissement de Paris. Après des études aux Beaux-Arts de Paris, il succède à son père dans les fonctions d’architecte départemental de Seine-et-Marne et architecte de la Maison centrale. Par ailleurs, il devient président de la Société des architectes de Seine-et-Marne. Il décède le 21 octobre 1909. Ses obsèques sont célébrées le 23 octobre à Melun,,,. Plusieurs discours sont prononcés sur sa tombe, dans le cimetière de Melun : par l’architecte Léon Gouvenin et Briais (président de la Chambre syndicale des entrepreneurs de Seine-et-Marne),,.

## Personnalité
Dans sa nécrologie, il est décrit par L'Abeille de Fontainebleau en ces mots : « M. Bulot était un homme aimable, d’une grande loyauté et qui ne comptait que des amis à Melun ».

## Distinctions
- Officier de l'instruction publique[5]